# Gordon H. Bower
Gordon H. Bower (Scio, Ohio, 1932. december 30. – 2020. június 17.) a Stanford Egyetem pszichológia professzora, fő érdeklődési területe az emberi emlékezet, érzelem és nyelvmegértés.

## Élete
Gordon H. Bower 1932-ben született az Ohio állambeli Scióban, egy ezer lelket számláló kisvárosban. Nyolcéves korában a híres baseball-játékos, Lou Gehrig olyan nagy hatással volt rá, hogy elhatározta, ő is hivatásos sportoló lesz. Tizenegy évesen elég tehetséges, és elég idős volt ahhoz, hogy a helyi csapatban játsszon. Később beiratkozott a Western Reserve Egyetemre (ma Case-Western Reserve Egyetem).
A pszichológia iránt 1951 nyarán kezdett komolyabban érdeklődni, mikor a clevelandi állami elmegyógyintézetben töltötte gyakorlatát. 1954-ben, mikor kézhez kapta a diplomáját, két lehetőség közül kellett választania: vagy hivatásos baseball-játékos lesz, vagy folytatja pszichológiai tanulmányait. Noha az első lehetőség is csábító volt, Gordon mégis a továbbtanulás mellett döntött. Egy évig matematikát és statisztikát tanult a Minnesotai Egyetemen, majd 1955 őszén megkezdte PhD tanulmányait a Yale Egyetemen. Itt elsősorban a matematika pszichológiája foglalkoztatta, mely iránt Robert Bush és Frederick Mosteller 1955-ben megjelent könyve, a Stochastic Models for Learning keltette fel az érdeklődését. 1957 nyarán a Stanfordi Egyetemen képezte tovább magát, és olyan tehetségesnek bizonyult, hogy felajánlottak neki egy állást, még mielőtt megírta volna doktori disszertációját a Yale-en.
1959-től a Stanfordi Egyetem Pszichológia Tanszékén dolgozik, ahol nem sokkal később csatlakozott hozzá Bill Estes is. Gordon a laboratóriumában először az állatok kondicionálásával foglalkozott, majd 1960-ban a matematika pszichológiája, mint kutatási téma felé fordult. Később pszichológia professzor lett, 2002-ben a huszadik század legkiemelkedőbb pszichológusai közé választották.

## Kitüntetés
2007. július 27-én a Fehér Házban (Washington) George W. Bush amerikai elnöktől személyesen vette át más kiváló tudós társaival együtt a The National Medal of Science díjat.

## Ismert tanítványai
- John Anderson
- Larry Barsalou
- John Clapper
- Elizabeth Fishbein
- Arnie Glass
- Evan Heit
- Doug Hintzman
- Keith Holyoak
- Steve Kosslyn
- Alan Lesgold
- David Rosenbaum
- Brian Ross
- Robert Sternberg
- Barbara Tversky

## Főbb művei
- Anderson. J. R.; & Bower, G. H. (1973). Human Associative Memory. Hoboken: John Wiley & Sons Inc.
- Bower, G. H.; & Bower, S. A. (1991). Asserting Yourself: A Practical Guide for Positive Change. Boston: Addison Wesley Publishing Company
- Bower, G. H.; & Hilgard, E. R. (1980). Theories of Learning. New York: Prentice Hall
- Bootzin, R.; Bower, G.H.; Crocker, J.; & Hall, E. (1991). Psychology Today: An Introduction. Desoto: McGraw-Hill College
- Bower, G. H.; & Trabasso, T. (1968). Attention In Learning: Theory and Research. Melbourne: Krieger Publishing Company
- Bower, G. H. (1982). Psychology of Learning and Motivation. San Diego: Academic Press
- Eich, E.; Kihlstrom, J. F.;Bower, G. H.;& and Forgas, J. P. (2000). Cognition and Emotion. Oxford: Oxford University Press

## Magyarul megjelent tanulmánya
- A hangulatok szerepe az emlékezésben. In Handbook of affect and social cognition (magyar) Az érzelmek pszichológiája / szerk. Forgács József ; ford. Turóczi Attila et al. Budapest : Kairosz, 2003. 422 p. : ill. ISBN 963-9406-83-X

## Lásd még
- Hangulatfüggő tanulás, hangulatfüggő emlékezet